# Ma Yuan
Ma Yuan en chino, 马远; pinyin, Mǎ Yuǎn; Wade-Giles, Ma Yüan (c. 1160–65 – 1225) fue un pintor chino de la dinastía Song. Su obra, junto con la de Xia Gui, conformó la base de la escuela Ma-Xia de pintura, y es considerado entre los mejores del periodo. Como la mayoría de los pintores académicos Song, Ma Yuan permaneció casi en el olvido durante mucho tiempo, pero su obra siempre inspiró tanto a artistas chinos de la Escuela Zen, como a los más grandes artistas japoneses como Shūbun y Sesshū.

## Vida

### Biografía

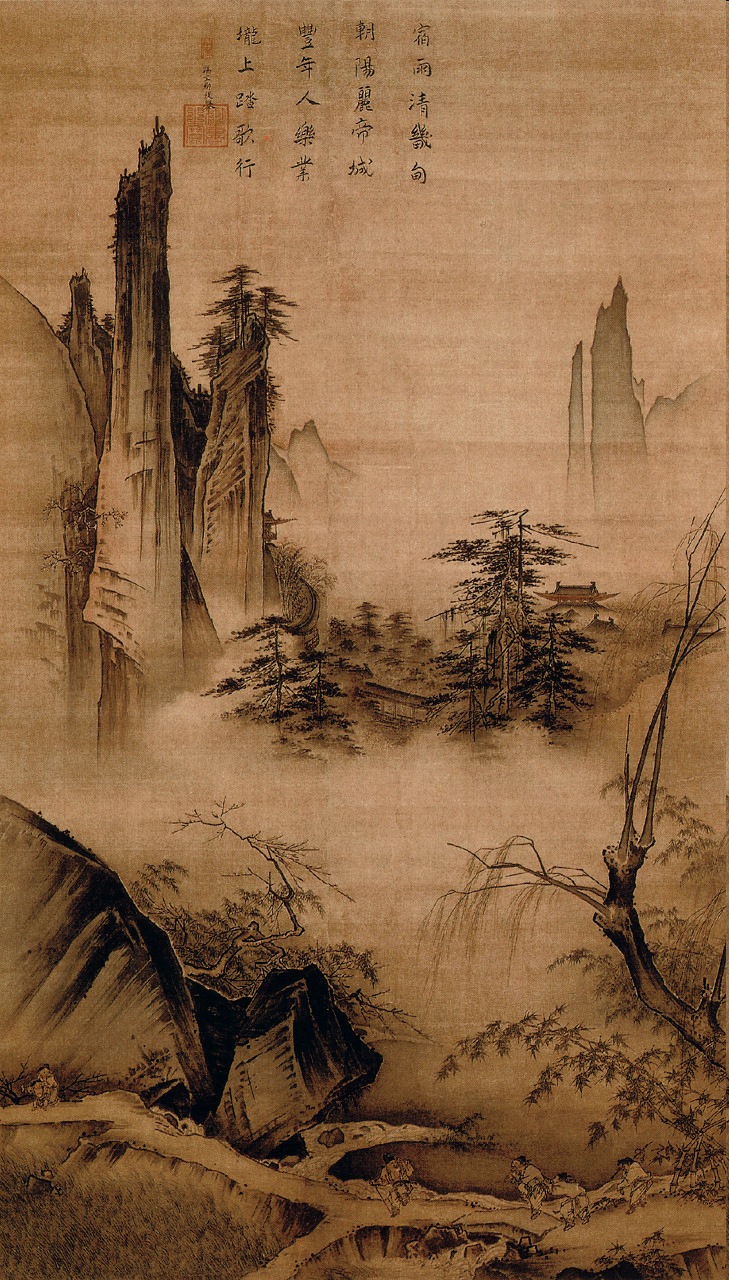
Bailando y cantando (Campesinos de vuelta del trabajo)

Ma Yuan nació en Qiantang (hoy Hangzhou, Zhejiang) en una familia de pintores. Su bisabuelo Ma Fen ejerció de pintor en la corte Song del Norte a inicios del siglo XII. Asimismo su abuelo Ma Xingzu y su padre Ma Shirong mantuvieron la misma posición en la corte Song del Sur Hangzhou. Después de 1189, Ma Yuan recibió la misma posición bajo el mandato del Emperador Guangzong. Disfrutó de una alta reputación en la corte y fue favorito del emperador Ningzong (quien escribió varios poemas inspirados en las pinturas de Ma Yuan); pero nada más se conoce de su vida. Murió en 1225. Su hijo, Ma Lin, que alcanzó el rango de pintor, fue el último pintor de la familia.

### Obras
Aunque fue un pintor muy versátil, Ma es conocido sobre todo por sus paisajes, eligiendo un formato pequeño de hojas de álbum en vez grandes rollos verticales. Su técnica, como la de muchos contemporáneos, se inspiró inicialmente en Li Tang. Finalmente Ma desarrolló un estilo personal, marcado con elementos decorativos ("pinos [...] fuertes como si estuvieran fabricados por alambre de hierro, como se describe en una fuente contemporánea). Ma huye de las grandes panorámicas, para centrarse en escena apacibles y serenas. Su pincelana es acuosa y suelta, permiténdole crear efectos de luz y niebla. Un rasgo característico de muchas de sus pinturas es una composición "esquinada": Ma sitúa los elementos figurativos (frecuentemente un letrado o un poeta seguido por su criado) en la esquina inferior izquierda, dejando el resto de las esquinas vacías, envolviendo el cuadro en una atmósfera sugerente e intimista, como también lo hiciera su contemporáneo Xia Gui.
Aparte de los paisajes, otras obras que han pervivido de Ma incluyen diferentes tipos de trabajos, entre ellos una delicada serie de aves y flores (en el Museo Nacional del Palacio de Taipéi), una serie de pinturas de agua y montañas (Museo de la Ciudad Prohibida de Pekín) y pinturas de maestros budistas zen (dos de ellos en el templo Tenryu-ji de Kioto). Muchas colecciones que han sobrevivido son atribuidas a Ma Yuan, pero su autoría se discute pues la popularidad que Ma alcanzó en su día dio lugar a numerosos pintores que imitaban su estilo. Entre las de atribución segura están "Caminando por el sendero de una montaña en primavera" (Museo Nacional del Palacio), así como dos hojas de la colección del  Museo de Bellas Artes de Boston y uno de la colección Dean Perry, Cleveland (Ohio, EE.UU.). Un grupo de esbozos sobreviven también, incluyendo una de las obras más importantes conocida como "Los cuatro sabios de Shang Shan" en la colección del Museo de Arte de Cincinnati (Ohio). En la historia de la ciencia y la tecnología china, Ma Yuan es recordado como el primero que ilustra un pescador de caña en una obra de arte.